# Спокойный, Юрий Ефимович
Юрий Ефимович Спокойный (16 августа 1929, Одесса — 8 мая 2009, Лос-Анджелес) — украинский советский учёный в области теплофизики и радиотехники (теплофизического конструирования радиоэлектронной аппаратуры). Доктор технических наук (1977), профессор (1980). Заслуженный деятель науки и техники Украины.

## Биография
Из еврейской семьи. В 1937 году начал учиться в Одесской средней школе № 39, но с началом Великой Отечественной войны был эвакуирован с семьёй в Стерлитамак и продолжил учиться там. В декабре 1944 года вернулся в Одессу. После окончания подготовительных курсов поступил на электромеханический факультет Одесского индустриального института, который окончил в 1950 году по специальности «Электрооборудование промышленных предприятий». Был направлен в Николаев, где работал мастером, строителем и старшим строителем на предприятии почтовый ящик № 46. В 1962 году возвратился в Одессу и продолжил работать строителем на предприятии почтовый ящик № 45.
С 1962 по 1980 год был руководителем сектора, начальником отдела, главным инженером и, наконец, заместителем директора по научной работе и главным конструктором научно-исследовательского института «Шторм». Диссертацию кандидата технических наук защитил в 1968 году, докторскую диссертацию — в 1977 году.
С 1980 года в Одесском политехническом институте — профессор кафедры конструирования и производства радиоаппаратуры. Подготовил 30 кандидатов технических наук. С 2001 года жил в Лос-Анджелесе.
Основные научные труды в области разработки методов расчёта тепловых режимов и проектирования систем охлаждения радиоэлектронной аппаратуры.

## Семья
- Жена — Ирма Борисовна Брайн-Литвин (род. 1930), преподаватель французского языка.
  - Сын — Михаил Юрьевич Спокойный (Mikhail Spokoyny, род. 1955), учёный в области теплофизики.
    - Внуки — химики Александр Спокойный (род. 1984)[5] и Борис Спокойный (род. 1989)[6].

## Публикации
- Л. Л. Роткоп, Ю. Е. Спокойный. Обеспечение тепловых режимов при конструировании радиоэлектронной аппаратуры. М.: Советское радио, 1976. — 230 с.
- Ю. Е. Спокойный, В. В. Сибиряков. Тепломассообмен в радиоэлектронной аппаратуре: лабораторный практикум. Киев—Одесса: Вища школа, 1988. — 224 с.
- Ю. Е. Спокойный, В. Е. Трофимов, В. Б. Гидалевич. Тепломассообмен в РЭА: сборник задач. Киев—Одесса: Лыбидь, 1991. — 221 с.